# Rodolfo Aparicio Guterres

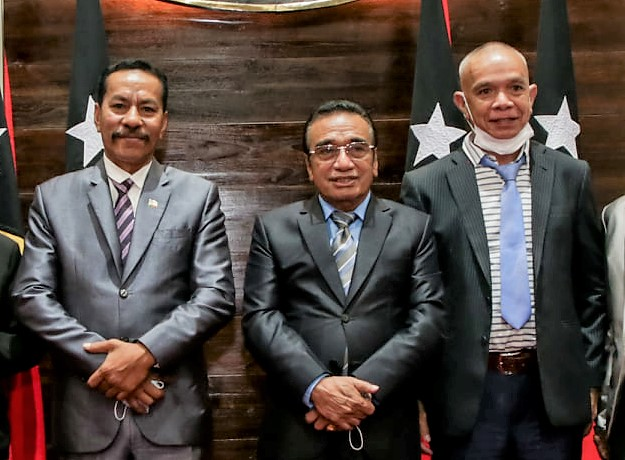
Rodolfo Aparicio Guterres (r.) und Francisco David Xavier Carlos (l.) bei Staatspräsident Francisco Guterres (m.)

Rodolfo Henrique Aparicio Guterres ist ein osttimoresischer Beamter im Bildungssektor und Politiker. Er ist Mitglied der União Democrática Timorense (UDT).
Aparicio war seit der Unabhängigkeit Osttimors 2002 Distriktsleiter für Bildung in Baucau (mindestens bis 2006).
Bei den Parlamentswahlen in Osttimor 2012 trat Aparicio noch auf der Kandidatenliste der Partido Unidade Nacional (PUN) chancenlos auf Platz 23 an. Bei den Parlamentswahlen in Osttimor 2017 hatte Aparicio auf der Liste der UDT Platz 5 inne und bei den Neuwahlen im darauffolgenden Jahr für die UDT Platz 25 auf der Liste des Parteienbündnisses Frenti Dezenvolvimentu Demokratiku (FDD).
Nach dem Tod von UDT-Präsident Gilman Exposto dos Santos übernahm Guterres den Parteivorsitz als Interims-Präsident bis zum nächsten Parteikongress.